# Senn Irén
Senn Irén (Ruszkabánya, 1883. június 7. – Budapest, 1957. január 6.) zongoraművész és -tanár.

## Élete
Senn Ede gépgyáros és Grábert Lídia lánya. Kolozsvárott Farkas Ödönnél, Budapesten pedig Szendy Árpádnál tanult. 1903-tól 1921-ig a Fodor Zeneiskolában tanított, 1920 és 1937 között a Zeneművészeti Főiskolán volt tanár, egyúttal a tanárképző tanfolyam gyakorló iskolájának zenei vezetői tisztét is betöltötte. 1951-től zeneiskolai munkaközösségben volt tanár, 1952-től pedagógusok számára két nyolc hónapos tanfolyamot adott Pedagógiai problémák címmel a Zeneművészeti Főiskolán. Halálát agyvérzés okozta.

## Műve
- Zongoraiskola (Molnár Antallal és Kálmán Györggyel, Budapest, 1929).